# لوثيني
بلدية لوثيني (بالإسبانية: Luceni) هي بلدية تقع في مقاطعة سرقسطة التابعة لمنطقة أراغون شمال شرق إسبانيا.

## الديموغرافيا
بلغ عدد سكان بلدية لوثيني 1.088 نسمة عام 2011 (وفقاً للمعهد الوطني الإسباني للإحصاء).
| 1.074 | 1.064 | 1.059 | 1.058 | 1.070 | 1.101 | 1.088 |